# Ивана Милошевић (доктор)
Ивана Милошевић (Краљево, 1972) српска је лекарка.

## Живот и рад
Ивана Милошевић је основну и средњу школу завршила у свом родном граду. На Медицинском факултету Универзитета у Београду је дипломорала 2000. године. Од исте године ради на Клиници за инфективне и тропске болести у Београду.
Магистарску тезу под називом ,,Обољења једњака код пацијената инфицираних вирусом хумане имунодефицијенције (HIV-om) одбранила је 2005. године на Медицинском факултету у Београду.
Докторирала је 2014. године на медицинском факултету са тезом ,,Утицај генотипа вируса хепатитиса B на клинички ток и исход хроничне инфекције.
Од 2011. године изабрамна је у звање асистента на Месицинском факултету. Сада је доцент на предмету Инфективне болести, на Медицинском факултету.
Замјеник је директора Клинике за инфективне и тропске болести КЦС и начелник Одјељења за хепатитис. 
Бави се дијагностиком и лијечењем хроничне болести јетре, посебно хроничног хепатитиса B и C.

## Селективна библиографија
Аутор је и коатор више радова објављених у међународним и домаћим часописима.
Одабрани радови
- Утицај генотипа вируса хепатитиса B на клинички ток и исход хроничне инфекције : докторска дисертација.
- Ефикасност и сигурност примене пегилованог интерферона алга-2а и рибавирина у лијечењу болесника са хроничним хепатитисом C у ТРепублици Србији.
- Дијагностика и терапија инфективних болести.[2]

## Награде
Ивана Милошевић је добитник Ордена Карађорђеве звезде трећег степерна.